# Gavin Thurston
Gavin Thurston (Stati Uniti d'America, ...) è un direttore della fotografia, regista e cameraman statunitense.

## Biografia
Lavora esclusivamente per i documentari, talvolta come regista, direttore della fotografia e cameraman. Ha inoltre lavorato per la BBC. È stato candidato a un BAFTA per Lemurs e ha vinto un Emmy per The Private Life of Plants.